# .asia
.asia는 아시아 지역을 대표하는 최상위 도메인으로 2006년 10월에 국제 인터넷 주소자원 관리기관(ICANN)에 승인되었고 2006년 12월 7일 ICANN 연례 회의에서 정식 계약을 맺었다.
도메인 시행은 닷아시아협회(DotAsia Organization)로 대한민국, 중국, 일본, 베트남 등 아시아 지역 주요 국가들이 참여하고 있는 조직이다.
대한민국은 2007년 10월 9일에 도입되었으며 개별 국가의 정부 기관이 등록 대상이 되는 1단계에 대한민국은 180여개 도메인을 할당받았다.

## 사전 등록
사전등록 기간은 총 3단계에 걸쳐 진행된다.
- 1단계 개별 국가의 정부 기관이 등록 대상
- 2단계 상표권자가 등록 대상
- 3단계 도메인명과 일치하는 일반 법인/기관, 단체가 대상